# Ammersbek
Ammersbek là một đô thị ở huyện Stormarn, bang Schleswig-Holstein, Đức. Đô thị này có cự ly khoảng 4 km về phía tây bắc của Ahrensburg, và 23 km về phía đông bắc của Hamburg.